# Salix candida
Salix candida är en videväxtart som beskrevs av Flüggé och Carl Ludwig von Willdenow. Salix candida ingår i släktet viden, och familjen videväxter. Inga underarter finns listade i Catalogue of Life.

## Bildgalleri

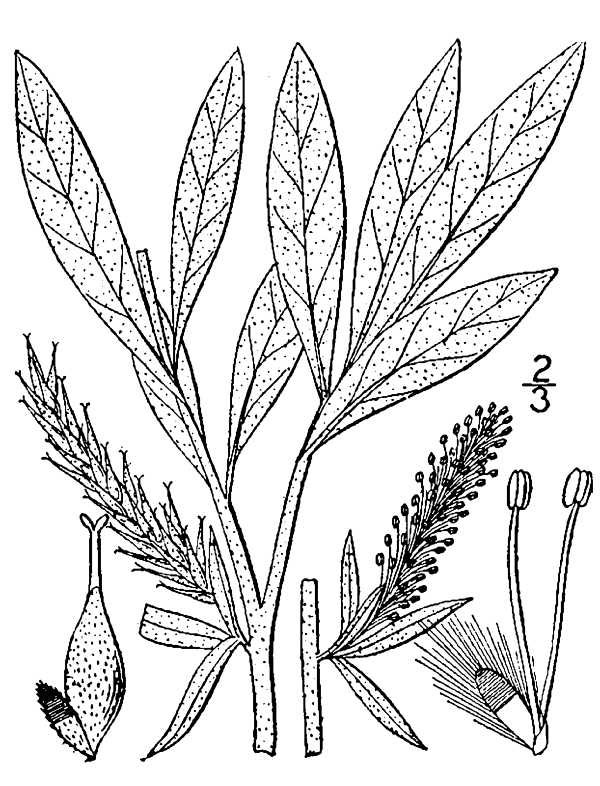